# Oblast Chaskowo
| Basisdaten          | Basisdaten                  |
| ------------------- | --------------------------- |
| Region:             | Südwestbulgarien            |
| Verwaltungssitz:    | Chaskowo                    |
| Fläche:             | 5.543 km²                   |
| Einwohner:          | 207.439 (31. Dezember 2022) |
| Bevölkerungsdichte: | 37,4 Einwohner je km²       |
| NUTS:BG-Code:       | BG422                       |
| Karte               |                             |
| Karte               |                             |

Die Oblast Chaskowo (bulgarisch Област Хасково) ist ein Bezirk im Süden Bulgariens. Sie grenzt an Griechenland und die Türkei. Durch die Region fließt der Fluss Mariza. Die größte Stadt der Region und Verwaltungssitz ist das gleichnamige Chaskowo.

## Bevölkerung
In der Oblast (Bezirk bzw. Region) Chaskowo leben 223.625 Einwohner auf einer Fläche von 5543 km².

## Städte
| Stadt        | Bulgarischer Name | Einwohner (31. Dezember 2017) | Einwohner (31. Dezember 2022) |
| ------------ | ----------------- | ----------------------------- | ----------------------------- |
| Chaskowo     | Хасково           | 71.214                        | 64.564                        |
| Dimitrowgrad | Димитровград      | 34.614                        | 31.187                        |
| Charmanli    | Харманли          | 19.989                        | 15.666                        |
| Swilengrad   | Свиленград        | 17.598                        | 16.583                        |
| Ljubimez     | Любимец           | 7.030                         | 6.687                         |
| Simeonowgrad | Симеоновград      | 6.792                         | 5.893                         |
| Topolowgrad  | Тополовград       | 4.892                         | 4.466                         |
| Iwajlowgrad  | Ивайловград       | 3.312                         | 2.875                         |
| Meritschleri | Меричлери         | 1.491                         | 1.363                         |
| Madscharowo  | Маджарово         | 584                           | 475                           |

## Gemeinden in der Oblast Chaskowo
Administrativ ist die Region Kjustendil in elf Gemeinden aufgeteilt:
- Gemeinde Charmanli
- Gemeinde Chaskowo
- Gemeinde Dimitrowgrad
- Gemeinde Iwajlowgrad
- Gemeinde Ljubimez
- Gemeinde Madscharowo
- Gemeinde Mineralni Bani (deutsch: Mineralbäder)
- Gemeinde Swilengrad
- Gemeinde Stambolowo
- Gemeinde Topolowgrad